# Johan Mathias Weller
Johan Mathias Weller, född 1744 på Gotland, sannolikt i Valls socken, död 2 april 1800 i Lund, var en svensk guldsmed och akademigravör.
Weller var son till sergeanten och kyrkomålaren Niclas Weller och Johanna Maria Lind. Han antogs som lärling till guldsmeden Johan Schröder i Landskrona 1763 och blev gesäll 1766. Han flyttade till Malmö 1770 och antogs som guldsmedsmästare vid ämbetet 1774. Hans mästarprov i form av en sockerskål i silver ingår i Malmö museums samlingar. Han avsade sig sitt mästerskap vid ämbetet i Malmö 1779 och tog plats som akademigravör vid Lunds universitet där han utförde ett skickligt, mångsidigt och konstnärligt fullödigt arbete med illustrationer i etsning och kopparstick till olika avhandlingar. Han utförde även crayongravyr och exlibris. Bland annat skapade han J.N. Hoffmans exlibris.